# Johannes Raspe
Johannes Raspe (Monaco di Baviera, 29 novembre 1977) è un attore, doppiatore e conduttore radiofonico tedesco noto per essere la voce tedesca di Robert Pattinson, James McAvoy e Jamie Dornan.

## Biografia
È figlio d'arte dell'attore e doppiatore Horst Raspe (1925-2004) e di sua moglie Erika Nauen, ha un fratello minore. 
Con l'aiuto del padre iniziò a doppiatore già da bambino nel 1988; il suo primo ruolo da protagonista è stato nello in Flickerl und Fleckerl, trasmissione di Bayerischer Rundfunk.

## Filmografia
- Running out of Cool - regia di Klaus Lemke (2002)
- Marienhof - serie TV (2002-2003)
- The Tourist - cortometraggio - regia di Eisha Marjara (2006)

## Doppiaggio

### Film
- Robert Jayne in Tremors
- Danny Masterson in The Faculty
- Sean Biggerstaff in Harry Potter e la pietra filosofale, Harry Potter e la camera dei segreti
- James Marsden in Le insolite sospette - Sugar & Spice
- Jake Gyllenhaal in Donnie Darko
- Jonah Hill in Cocco di nonna
- James McAvoy in Penelope, Espiazione, Wanted - Scegli il tuo destino, The Last Station, The Conspirator, X-Men - L'inizio, Welcome to the Punch - Nemici di sangue, In trance, Filth, Muppets 2 - Ricercati, X-Men - Giorni di un futuro passato, La scomparsa di Eleanor Rigby, Victor - La storia segreta del dott. Frankenstein, X-Men - Apocalisse, Split, Atomica bionda, Glass, X-Men: Dark Phoenix, It - Capitolo due
- Robert Pattinson in Twilight, The Twilight Saga: New Moon, Remember Me, The Twilight Saga: Eclipse, Come l'acqua per gli elefanti, The Twilight Saga: Breaking Dawn - Parte 1, Bel Ami - Storia di un seduttore, Cosmopolis, The Twilight Saga: Breaking Dawn - Parte 2, The Rover, Maps to the Stars, Queen of the Desert, Civiltà perduta,Good Time, High Life,Damsel, Le strade del male, Il re, The Lighthouse, Tenet, The Batman
- Steve Talley in American Pie presenta: Nudi alla meta
- Chris Hemsworth in Cash Game - Paga o muori
- Liam Hemsworth in The Last Song
- Jamie Dornan in Cinquanta sfumature di grigio, Cinquanta sfumature di nero, Cinquanta sfumature di rosso, A Private War
- Sam Heughan in Il tuo ex non muore mai, Bloodshot
- Christopher Abbott in Kraven - Il cacciatore

### Serie televisive
- Ian Somerhalder in Smallville
- Austin Butler in Zoey 101
- Harry Lloyd in Il Trono di Spade
- Stephen Amell in Supergirl

### Film d'animazione
- Ethan in L'era glaciale 4 - Continenti alla deriva
- Gnomeo in Sherlock Gnomes
- Mamoru Chiba in Pretty Guardian Sailor Moon Eternal - Il film, Pretty Guardian Sailor Moon Cosmos - Il film

### Serie televisione d'animazione
- Dog in CatDog
- Craig Tucker e Token Black in South Park
- Chip Slylark in Due fantagenitori
- Harley in Pokémon
- A.J. Topper in Beyblade
- Jakotsu in Inuyasha
- Gesù in I Griffin
- Kaku e Marco in One Piece
- Mamoru Chiba in Sailor Moon Crystal
- Wendle in Star Wars: Skeleton Crew

## Audiolibri
- Ruht das Licht (2011)
- Julia und die Stadtteilritter - con Sabine Bohlmann (2014)
- CLANLANDS - con Gudo Hoegel e Ulrike Kapfer (2021)

## Riconoscimenti
- Die Silhouette come miglior doppiatore nel ruolo di Robert Pattinson in Twilight (2010)